# Higham Gobion
Higham Gobion är en by i civil parish Shillington, i distriktet Central Bedfordshire, i grevskapet Bedfordshire i England. Byn ligger 18,1 km från Bedford. Orten har 20 invånare. Higham Gobion var en civil parish fram till 1984 när blev den en del av Shillington. Civil parish hade 28 invånare år 1961. Byn nämndes i Domedagsboken (Domesday Book) år 1086, och kallades då Echam.